# Ernst van Beieren (1500-1560)

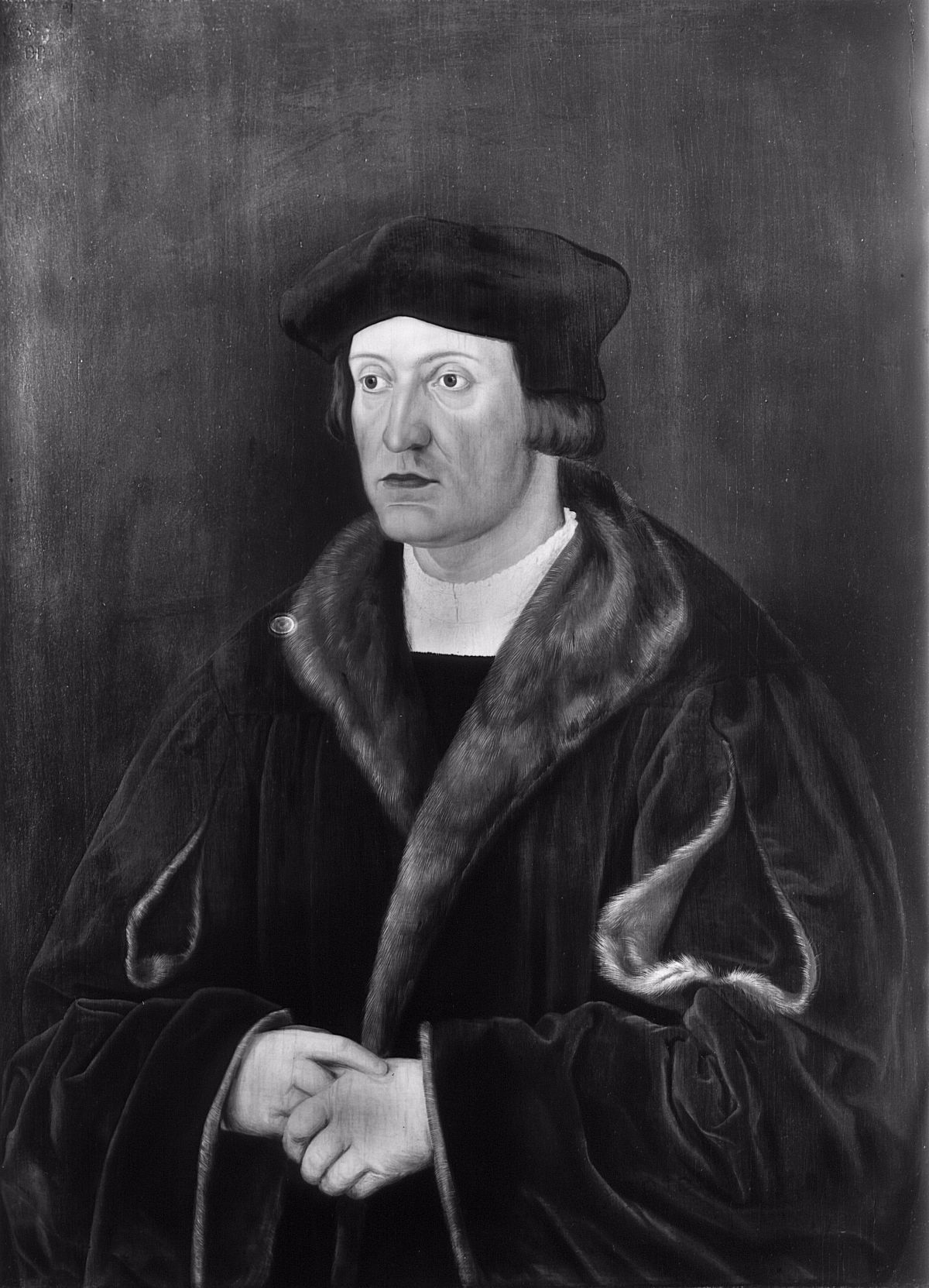
Ernst van Beieren.

Ernst van Beieren (München, 13 juni 1500 — Glatz, 7 december 1560) was van 1516 tot 1540 diocesaan administrator van het prinsbisdom Passau en van 1540 tot 1554 diocesaan administrator van het aartsbisdom Salzburg. Hij behoorde tot het huis Wittelsbach.

## Levensloop
Ernst was de derde zoon van hertog Albrecht IV van Beieren-München en diens echtgenote Cunigonde van Oostenrijk, dochter van keizer Frederik III van het Heilige Roomse Rijk. 
In 1506 vaardigde zijn vader een wet uit die het eerstgeboorterecht en de ondeelbaarheid van Beieren-München vastlegde. Hierdoor werden Ernst en zijn broer Lodewijk als jongere zoons van hun vader uitgesloten van de regeringszaken. Ernsts ouders beslisten dat hij in de plaats een kerkelijke loopbaan moest volgen. Na het overlijden van zijn vader in 1508 werd de Beierse hofhistoricus Johannes Aventinus toevertrouwd met de opleiding van Ernst. Samen met zijn broer Lodewijk reisde hij naar Pavia, waar Ernst lessen bijwoonde van de vooraanstaande jurist Jason Magnus. Samen met Johann von Malenstein, de latere bisschop van Seckau, ondernam hij eveneens reizen naar Parijs en Saksen. In 1515 ging Ernst studeren aan de Universiteit van Ingolstadt. Daar werd hij lid van de Sodalitas Ingolstatiensis, een literair gezelschap opgericht door Johannes Aventinus. 
Met de steun van keizer Maximiliaan I en zijn broers Willem en Lodewijk werd Ernst in 1514 benoemd tot coadjutor van de bisschop van Passau. Op 28 januari 1517 werd deze benoeming door de paus bevestigd. In 1517 werd hij verkozen tot bisschop van Passau na het overlijden van bisschop Wiguleus Fröschl von Marzoll, maar omdat hij niet gewijd was kon hij enkel de titel van diocesaan administrator dragen. Bovendien gaf hij zijn aanspraken op het co-regentschap in Beieren-München niet op, waarin hij gesteund werd door aartshertog Ferdinand I van Oostenrijk. De zaak werd uiteindelijk in 1534 opgelost met het Verdrag van Linz tussen het Huis Habsburg en het Huis Wittelsbach. In 1536 gaf Ernst zijn aanspraken op in ruil voor een schadevergoeding van 275.000 florijnen.
Als diocesaan administrator keerde hij zich tegen de volgelingen van Maarten Luther en de anabaptisten. In 1522 nam hij deel aan de provinciale synode in Mühldorf am Inn en in 1527 nam hij deel aan de conferentie van Salzburg. In 1524 vervoegde hij een alliantie tussen de Zuid-Duitse bisschoppen, de hertogen van Beieren en aartshertog Ferdinand om het Edict van Worms te verstevigen. Met zijn toestemming werd Reformator Leonhard Kaiser in 1527 overhandigd aan de kerkelijke autoriteiten en op de brandstapel verbrand in Schärding. In 1532 was Ernst aanwezig op de Rijksdag in Augsburg en Regensburg. Als ondernemer participeerde Ernst ook in de Boheemse mijnen en handelde hij in edelmetalen. Eveneens waakte hij over transacties in Wenen, Praag, Leipzig en Antwerpen en onderhield hij goede banden met de Zuid-Duitse handelssteden.
Als onderdeel van een akkoord tussen Ernst en zijn broers in 1516, probeerden Willem en Lodewijk te verzekeren dat hij de volgende aartsbisschop van Salzburg zou worden. In 1525 sloten de broers een akkoord met de kapittel van de Dom van Salzburg waarbij Ernst aangesteld werd als coadjutor van het aartsbisdom Salzburg in ruil voor Beierse hulp in de Duitse Boerenoorlog. De kapittel stelde zijn benoeming voor bij de paus, maar die weigerde het voorstel. Om een nieuwe benoemingsprocedure mogelijk te maken, besloot Ernst ontslag te nemen als bisschop van Passau. Na de dood van aartsbisschop Matthäus Lang von Wellenburg werd hij op 21 april 1540 door de kapittel tot nieuwe aartsbisschop verkozen. De paus bevestigde de verkiezing op 21 mei 1540, maar als Ernst zijn aartsbisdom niet wilde verliezen moest hij binnen de tien jaar tot priester gewijd zijn. Op 12 oktober 1540 nam hij als diocesaan administrator bezit van het zijn aartsbisdom.
Net als in Passau stelde Ernst zich in Salzburg mild op tegenover de protestantse beweging. Misschien speelde begrip in de economische en sociale omstandigheden die de Reformatie veroorzaakten daarin een rol. Hij droeg weinig bij tot de intellectuele en spirituele heropleving van het katholicisme, maar erkende wel de economische en sociale problemen van zijn tijd. In 1541 was hij aanwezig bij de Rijksdag in Regensburg en in 1544 en 1553 hield hij provinciale synodes. Hij was een capabel diocesaan administrator; hij bracht orde in de staatsfinanciën en introduceerde administratieve hervormingen. Net als in Passau was hij ook actief als ondernemer. Hij was betrokken bij mijnbouw in de Alpen, vee- en graanhandel en in het verhandelen van munten.
Ernst weigerde echter tot priester gewijd te worden. Hij vroeg de paus herhaaldelijk om dispensatie, maar dit werd in 1554 definitief geweigerd. De paus stelde hem vervolgens voor de keuze: tot priester gewijd worden of ontslag nemen als aartsbisschop. Hij koos voor dit laatste en op 16 juli 1554 nam hij ontslag.
In 1549 kocht hij het graafschap Glatz over van Jan III van Pernstein, dat beschouwd werd als onderdeel van het koninkrijk Bohemen. Tot de koop behoorde tevens de heerlijkheid Hummel, die hij afstond aan zijn buitenechtelijke zoon Eustatius, uit zijn geheime relatie met Margaretha von Plauenstein. In 1550 werd Eustatius door paus Julius III erkend als adellijke afstammeling van Ernst.
In 1556 vestigde Ernst zich permanent in Glatz. Hij gaf zijn vroegere economische en commerciële activiteiten niet op. Omdat zijn geestelijke loopbaan afgelopen was, wijdde hij zichzelf aan de Contrareformatie en in 1558 riep hij samen met keizer Ferdinand I een synode samen. Bovendien hervormde Ernst de administratie van Glatz. Hij stelde bekwame ambtenaren aan die hij uit Salzburg en Beieren had meegebracht. Tevens breidde hij het kasteel van Glatz uit en gaf de aankoop van dit graafschap hem het recht om munten te slaan. Om zijn bezittingen uit te breiden kocht Ernst in 1556 de Oost-Boheemse heerlijkheden Reichenau an der Knieschna, Lititz, Pottenstein, Solnitz en Tschernikowitz.
In december 1560 stierf Ernst op 60-jarige leeftijd. Aanvankelijk werd hij begraven in Glatz, maar later werd zijn lichaam bijgezet in de crypte van het Huis Wittelsbach in de Frauenkirche van München. Het graafschap Glatz werd geërfd door zijn neef Albrecht V, die het in 1567 verkocht aan keizer Maximiliaan II.

## Kwartierstaat
| Ernst van Beieren (1373-1438)   | Ernst van Beieren (1373-1438)   | Ernst van Beieren (1373-1438)   | Ernst van Beieren (1373-1438)   | Ernst van Beieren (1373-1438)        | Ernst van Beieren (1373-1438)        | Elisabetta Visconti (1374-1432)      | Elisabetta Visconti (1374-1432)      | Elisabetta Visconti (1374-1432)      | Elisabetta Visconti (1374-1432)      | Elisabetta Visconti (1374-1432)     | Elisabetta Visconti (1374-1432)     |                                     |                                     | Erik I van Brunswijk-Grubenhagen (ca. 1383-1427) | Erik I van Brunswijk-Grubenhagen (ca. 1383-1427) | Erik I van Brunswijk-Grubenhagen (ca. 1383-1427) | Erik I van Brunswijk-Grubenhagen (ca. 1383-1427) | Erik I van Brunswijk-Grubenhagen (ca. 1383-1427) | Erik I van Brunswijk-Grubenhagen (ca. 1383-1427) | Elisabeth van Brunswijk-Göttingen (1390-1444) | Elisabeth van Brunswijk-Göttingen (1390-1444) | Elisabeth van Brunswijk-Göttingen (1390-1444) | Elisabeth van Brunswijk-Göttingen (1390-1444) | Elisabeth van Brunswijk-Göttingen (1390-1444) | Elisabeth van Brunswijk-Göttingen (1390-1444) |                                   |                                   | Ernst I van Oostenrijk (1377-1424) | Ernst I van Oostenrijk (1377-1424) | Ernst I van Oostenrijk (1377-1424) | Ernst I van Oostenrijk (1377-1424) | Ernst I van Oostenrijk (1377-1424) | Ernst I van Oostenrijk (1377-1424) | Cymburgis van Mazovië (ca. 1394−1429) | Cymburgis van Mazovië (ca. 1394−1429) | Cymburgis van Mazovië (ca. 1394−1429) | Cymburgis van Mazovië (ca. 1394−1429) | Cymburgis van Mazovië (ca. 1394−1429) | Cymburgis van Mazovië (ca. 1394−1429) |                                      |                                      | Eduard van Portugal (1391-1438)      | Eduard van Portugal (1391-1438)      | Eduard van Portugal (1391-1438)          | Eduard van Portugal (1391-1438)          | Eduard van Portugal (1391-1438)          | Eduard van Portugal (1391-1438)          | Eleonora van Aragón (1402-1445)          | Eleonora van Aragón (1402-1445)          | Eleonora van Aragón (1402-1445) | Eleonora van Aragón (1402-1445) | Eleonora van Aragón (1402-1445) | Eleonora van Aragón (1402-1445) |  |  |  |  |  |  |  |  |  |  |  |  |  |  |  |  |  |  |  |  |  |  |  |  |  |  |  |  |  |  |  |  |  |  |  |  |  |  |  |  |  |  |  |  |  |  |  |  |
| Ernst van Beieren (1373-1438)   | Ernst van Beieren (1373-1438)   | Ernst van Beieren (1373-1438)   | Ernst van Beieren (1373-1438)   | Ernst van Beieren (1373-1438)        | Ernst van Beieren (1373-1438)        | Elisabetta Visconti (1374-1432)      | Elisabetta Visconti (1374-1432)      | Elisabetta Visconti (1374-1432)      | Elisabetta Visconti (1374-1432)      | Elisabetta Visconti (1374-1432)     | Elisabetta Visconti (1374-1432)     |                                     |                                     | Erik I van Brunswijk-Grubenhagen (ca. 1383-1427) | Erik I van Brunswijk-Grubenhagen (ca. 1383-1427) | Erik I van Brunswijk-Grubenhagen (ca. 1383-1427) | Erik I van Brunswijk-Grubenhagen (ca. 1383-1427) | Erik I van Brunswijk-Grubenhagen (ca. 1383-1427) | Erik I van Brunswijk-Grubenhagen (ca. 1383-1427) | Elisabeth van Brunswijk-Göttingen (1390-1444) | Elisabeth van Brunswijk-Göttingen (1390-1444) | Elisabeth van Brunswijk-Göttingen (1390-1444) | Elisabeth van Brunswijk-Göttingen (1390-1444) | Elisabeth van Brunswijk-Göttingen (1390-1444) | Elisabeth van Brunswijk-Göttingen (1390-1444) |                                   |                                   | Ernst I van Oostenrijk (1377-1424) | Ernst I van Oostenrijk (1377-1424) | Ernst I van Oostenrijk (1377-1424) | Ernst I van Oostenrijk (1377-1424) | Ernst I van Oostenrijk (1377-1424) | Ernst I van Oostenrijk (1377-1424) | Cymburgis van Mazovië (ca. 1394−1429) | Cymburgis van Mazovië (ca. 1394−1429) | Cymburgis van Mazovië (ca. 1394−1429) | Cymburgis van Mazovië (ca. 1394−1429) | Cymburgis van Mazovië (ca. 1394−1429) | Cymburgis van Mazovië (ca. 1394−1429) |                                      |                                      | Eduard van Portugal (1391-1438)      | Eduard van Portugal (1391-1438)      | Eduard van Portugal (1391-1438)          | Eduard van Portugal (1391-1438)          | Eduard van Portugal (1391-1438)          | Eduard van Portugal (1391-1438)          | Eleonora van Aragón (1402-1445)          | Eleonora van Aragón (1402-1445)          | Eleonora van Aragón (1402-1445) | Eleonora van Aragón (1402-1445) | Eleonora van Aragón (1402-1445) | Eleonora van Aragón (1402-1445) |  |  |  |  |  |  |  |  |  |  |  |  |  |  |  |  |  |  |  |  |  |  |  |  |  |  |  |  |  |  |  |  |  |  |  |  |  |  |  |  |  |  |  |  |  |  |  |  |
|                                 |                                 |                                 |                                 |                                      |                                      |                                      |                                      |                                      |                                      |                                     |                                     |                                     |                                     |                                                  |                                                  |                                                  |                                                  |                                                  |                                                  |                                               |                                               |                                               |                                               |                                               |                                               |                                   |                                   |                                    |                                    |                                    |                                    |                                    |                                    |                                       |                                       |                                       |                                       |                                       |                                       |                                      |                                      |                                      |                                      |                                          |                                          |                                          |                                          |                                          |                                          |                                 |                                 |                                 |                                 |  |  |  |  |  |  |  |  |  |  |  |  |  |  |  |  |  |  |  |  |  |  |  |  |  |  |  |  |  |  |  |  |  |  |  |  |  |  |  |  |  |  |  |  |  |  |  |  |
|                                 |                                 |                                 |                                 | Albrecht III van Beieren (1401-1460) | Albrecht III van Beieren (1401-1460) | Albrecht III van Beieren (1401-1460) | Albrecht III van Beieren (1401-1460) | Albrecht III van Beieren (1401-1460) | Albrecht III van Beieren (1401-1460) |                                     |                                     |                                     |                                     |                                                  |                                                  | Anna van Brunswijk (1415-1474)                   | Anna van Brunswijk (1415-1474)                   | Anna van Brunswijk (1415-1474)                   | Anna van Brunswijk (1415-1474)                   | Anna van Brunswijk (1415-1474)                | Anna van Brunswijk (1415-1474)                |                                               |                                               |                                               |                                               |                                   |                                   |                                    |                                    |                                    |                                    | Keizer Frederik III (1415-1493)    | Keizer Frederik III (1415-1493)    | Keizer Frederik III (1415-1493)       | Keizer Frederik III (1415-1493)       | Keizer Frederik III (1415-1493)       | Keizer Frederik III (1415-1493)       |                                       |                                       |                                      |                                      |                                      |                                      | Eleonora Helena van Portugal (1434-1467) | Eleonora Helena van Portugal (1434-1467) | Eleonora Helena van Portugal (1434-1467) | Eleonora Helena van Portugal (1434-1467) | Eleonora Helena van Portugal (1434-1467) | Eleonora Helena van Portugal (1434-1467) |                                 |                                 |                                 |                                 |  |  |  |  |  |  |  |  |  |  |  |  |  |  |  |  |  |  |  |  |  |  |  |  |  |  |  |  |  |  |  |  |  |  |  |  |  |  |  |  |  |  |  |  |  |  |  |  |
|                                 |                                 |                                 |                                 | Albrecht III van Beieren (1401-1460) | Albrecht III van Beieren (1401-1460) | Albrecht III van Beieren (1401-1460) | Albrecht III van Beieren (1401-1460) | Albrecht III van Beieren (1401-1460) | Albrecht III van Beieren (1401-1460) |                                     |                                     |                                     |                                     |                                                  |                                                  | Anna van Brunswijk (1415-1474)                   | Anna van Brunswijk (1415-1474)                   | Anna van Brunswijk (1415-1474)                   | Anna van Brunswijk (1415-1474)                   | Anna van Brunswijk (1415-1474)                | Anna van Brunswijk (1415-1474)                |                                               |                                               |                                               |                                               |                                   |                                   |                                    |                                    |                                    |                                    | Keizer Frederik III (1415-1493)    | Keizer Frederik III (1415-1493)    | Keizer Frederik III (1415-1493)       | Keizer Frederik III (1415-1493)       | Keizer Frederik III (1415-1493)       | Keizer Frederik III (1415-1493)       |                                       |                                       |                                      |                                      |                                      |                                      | Eleonora Helena van Portugal (1434-1467) | Eleonora Helena van Portugal (1434-1467) | Eleonora Helena van Portugal (1434-1467) | Eleonora Helena van Portugal (1434-1467) | Eleonora Helena van Portugal (1434-1467) | Eleonora Helena van Portugal (1434-1467) |                                 |                                 |                                 |                                 |  |  |  |  |  |  |  |  |  |  |  |  |  |  |  |  |  |  |  |  |  |  |  |  |  |  |  |  |  |  |  |  |  |  |  |  |  |  |  |  |  |  |  |  |  |  |  |  |
|                                 |                                 |                                 |                                 |                                      |                                      |                                      |                                      |                                      |                                      | Albrecht IV van Beieren (1447-1508) | Albrecht IV van Beieren (1447-1508) | Albrecht IV van Beieren (1447-1508) | Albrecht IV van Beieren (1447-1508) | Albrecht IV van Beieren (1447-1508)              | Albrecht IV van Beieren (1447-1508)              |                                                  |                                                  |                                                  |                                                  |                                               |                                               |                                               |                                               |                                               |                                               |                                   |                                   |                                    |                                    |                                    |                                    |                                    |                                    |                                       |                                       |                                       |                                       | Cunigonde van Oostenrijk (1465-1520)  | Cunigonde van Oostenrijk (1465-1520)  | Cunigonde van Oostenrijk (1465-1520) | Cunigonde van Oostenrijk (1465-1520) | Cunigonde van Oostenrijk (1465-1520) | Cunigonde van Oostenrijk (1465-1520) |                                          |                                          |                                          |                                          |                                          |                                          |                                 |                                 |                                 |                                 |  |  |  |  |  |  |  |  |  |  |  |  |  |  |  |  |  |  |  |  |  |  |  |  |  |  |  |  |  |  |  |  |  |  |  |  |  |  |  |  |  |  |  |  |  |  |  |  |
|                                 |                                 |                                 |                                 |                                      |                                      |                                      |                                      |                                      |                                      | Albrecht IV van Beieren (1447-1508) | Albrecht IV van Beieren (1447-1508) | Albrecht IV van Beieren (1447-1508) | Albrecht IV van Beieren (1447-1508) | Albrecht IV van Beieren (1447-1508)              | Albrecht IV van Beieren (1447-1508)              |                                                  |                                                  |                                                  |                                                  |                                               |                                               |                                               |                                               |                                               |                                               |                                   |                                   |                                    |                                    |                                    |                                    |                                    |                                    |                                       |                                       |                                       |                                       | Cunigonde van Oostenrijk (1465-1520)  | Cunigonde van Oostenrijk (1465-1520)  | Cunigonde van Oostenrijk (1465-1520) | Cunigonde van Oostenrijk (1465-1520) | Cunigonde van Oostenrijk (1465-1520) | Cunigonde van Oostenrijk (1465-1520) |                                          |                                          |                                          |                                          |                                          |                                          |                                 |                                 |                                 |                                 |  |  |  |  |  |  |  |  |  |  |  |  |  |  |  |  |  |  |  |  |  |  |  |  |  |  |  |  |  |  |  |  |  |  |  |  |  |  |  |  |  |  |  |  |  |  |  |  |
|                                 |                                 |                                 |                                 |                                      |                                      |                                      |                                      |                                      |                                      |                                     |                                     |                                     |                                     |                                                  |                                                  |                                                  |                                                  |                                                  |                                                  |                                               |                                               |                                               |                                               |                                               |                                               |                                   |                                   |                                    |                                    |                                    |                                    |                                    |                                    |                                       |                                       |                                       |                                       |                                       |                                       |                                      |                                      |                                      |                                      |                                          |                                          |                                          |                                          |                                          |                                          |                                 |                                 |                                 |                                 |  |  |  |  |  |  |  |  |  |  |  |  |  |  |  |  |  |  |  |  |  |  |  |  |  |  |  |  |  |  |  |  |  |  |  |  |  |  |  |  |  |  |  |  |  |  |  |  |
|                                 |                                 |                                 |                                 |                                      |                                      |                                      |                                      |                                      |                                      |                                     |                                     |                                     |                                     |                                                  |                                                  |                                                  |                                                  |                                                  |                                                  |                                               |                                               |                                               |                                               |                                               |                                               |                                   |                                   |                                    |                                    |                                    |                                    |                                    |                                    |                                       |                                       |                                       |                                       |                                       |                                       |                                      |                                      |                                      |                                      |                                          |                                          |                                          |                                          |                                          |                                          |                                 |                                 |                                 |                                 |  |  |  |  |  |  |  |  |  |  |  |  |  |  |  |  |  |  |  |  |  |  |  |  |  |  |  |  |  |  |  |  |  |  |  |  |  |  |  |  |  |  |  |  |  |  |  |  |
| Sidonia van Beieren (1488-1505) | Sidonia van Beieren (1488-1505) | Sidonia van Beieren (1488-1505) | Sidonia van Beieren (1488-1505) | Sidonia van Beieren (1488-1505)      | Sidonia van Beieren (1488-1505)      |                                      |                                      | Sibylle van Beieren (1489-1519)      | Sibylle van Beieren (1489-1519)      | Sibylle van Beieren (1489-1519)     | Sibylle van Beieren (1489-1519)     | Sibylle van Beieren (1489-1519)     | Sibylle van Beieren (1489-1519)     |                                                  |                                                  | Sabina van Beieren (1492-1564)                   | Sabina van Beieren (1492-1564)                   | Sabina van Beieren (1492-1564)                   | Sabina van Beieren (1492-1564)                   | Sabina van Beieren (1492-1564)                | Sabina van Beieren (1492-1564)                |                                               |                                               | Willem IV van Beieren (1493-1550)             | Willem IV van Beieren (1493-1550)             | Willem IV van Beieren (1493-1550) | Willem IV van Beieren (1493-1550) | Willem IV van Beieren (1493-1550)  | Willem IV van Beieren (1493-1550)  |                                    |                                    | Lodewijk X van Beieren (1495-1545) | Lodewijk X van Beieren (1495-1545) | Lodewijk X van Beieren (1495-1545)    | Lodewijk X van Beieren (1495-1545)    | Lodewijk X van Beieren (1495-1545)    | Lodewijk X van Beieren (1495-1545)    |                                       |                                       | Ernst van Beieren (1500-1560)        | Ernst van Beieren (1500-1560)        | Ernst van Beieren (1500-1560)        | Ernst van Beieren (1500-1560)        | Ernst van Beieren (1500-1560)            | Ernst van Beieren (1500-1560)            |                                          |                                          | Susanna van Beieren (1502-1543)          | Susanna van Beieren (1502-1543)          | Susanna van Beieren (1502-1543) | Susanna van Beieren (1502-1543) | Susanna van Beieren (1502-1543) | Susanna van Beieren (1502-1543) |  |  |  |  |  |  |  |  |  |  |  |  |  |  |  |  |  |  |  |  |  |  |  |  |  |  |  |  |  |  |  |  |  |  |  |  |  |  |  |  |  |  |  |  |  |  |  |  |

- Digitale Bibliotheek voor de Nederlandse Letteren: erns011
- Gemeinsame Normdatei: 119004615
- International Standard Name Identifier: 0000 0000 5433 9879
- Library of Congress Control Number: nr93025995
- Système universitaire de documentation: 168283247
- Virtual International Authority File: 57415353
- WorldCat: E39PBJgd4byrPvyqVJbx9xKDbd